# 龜甲縛
龜甲縛（日语：／）是一種常見的日式綁縛。性虐恋的一种表现形式。被捆綁者拘束感以及疼痛感較小。

## 方法
大約需要7米長的繩子，繩索從中間對折，套在頸部，依序在鎖骨、乳溝中間、胸骨和恥骨處打上繩結。繞過胯下，在背後的相對位置略上側打結，穿過頸部後方的繩，將繩左右拉開，從腋下繞回胸前的洞，將繩左右拉開，即會出現菱形，由上而下，一邊調整位置一邊收緊繩子，最後將繩收在腰際。橫跨下陰的部分通常稱之為股繩，可使之陷入陰戶或是分開在陰戶兩側。